# Fred Newhouse

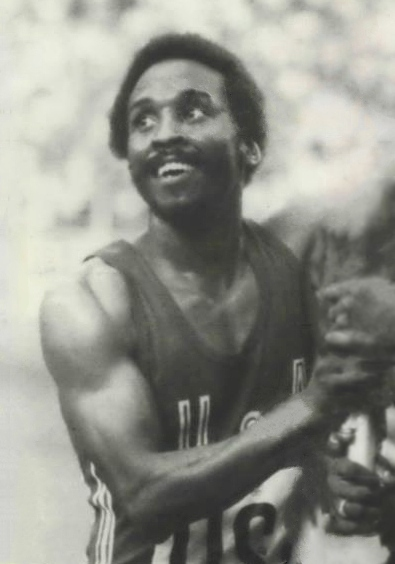
Fred Newhouse (1976)

Fred Newhouse (eigentlich: Frederick Vaughn Newhouse; * 8. November 1948 in Haney Grove, Texas; † 20. Januar 2025) war ein US-amerikanischer Sprinter, der in den 1970er Jahren im 400-Meter-Lauf erfolgreich war.
Bei den US-amerikanischen Landesmeisterschaften erreichte er viermal das Finale:
- 1971: 3. in  45,7 s
- 1972: 3. in  45,3 s
- 1975: 2. in  45,22 s
- 1976: 3. in  45,20 s

1973 gewann er in 1:11,0 min die Hallenmeisterschaft über 600 Yards.
Für Fred Newhouse sind vier bedeutende internationale Erfolge verzeichnet:
- 1971 bei den Panamerikanischen Spielen in Cali gewann er zwei Medaillen:
  - Silber über 400 Meter in 45,09 s hinter seinem Landsmann John Smith (Gold in 44,60 s) und vor dem Peruaner Fernando Acevedo (Bronze in 45,30 s)
  - Gold als Mitglied der US-amerikanischen 4-mal-400-Meter-Staffel (Team: Smith, Dale Alexander, Newhouse als dritter Läufer und Tommy Turner) in 3:00,63 min
- 1976 bei den Olympischen Spielen in Montreal gewann er zwei Medaillen:
  - Silber über 400 Meter in 44,40 s hinter dem Kubaner Alberto Juantorena (Gold in 44,26 s) und vor seinem Landsmann Herman Frazier (Bronze in 44,95 s)
  - Gold als Mitglied der US-amerikanischen 4-mal-400-Meter-Staffel (Team: Frazier, Benny Brown, Newhouse als dritter Läufer und Maxie Parks) in 2:58,65 min mit großem Vorsprung vor Polen (Silber in 3:01,43 min).

Die in Montreal gelaufenen 44,40 s sind seine persönliche Bestzeit.